# José Travassos
José António Barreto Travassos (Lisboa, 22 de fevereiro de 1926 – Lisboa, 12 de fevereiro de 2002) também conhecido por Zé da Europa por ter sido o primeiro jogador de futebol português a jogar na seleção da Europa, em 1955, contra a Grã-Bretanha e Irlanda do Norte.
José Travassos é avô de Diogo Travassos

## Biografia
Curiosamente nasceu no mesmo local onde se situava a Bancada Nova do antigo estádio de Alvalade.
Como jogador de futebol foi 35 vezes internacional por Portugal e representou a CUF (onde foi necessário autorização do ministro por ainda não ter idade de júnior) e o Sporting Clube de Portugal  Praticou ainda atletismo nos anos em que jogava na CUF.
A sua vinda para o Sporting foi precedida de alguns episódios rocambolescos, com o FC Porto a perder a corrida, apenas porque falou mais alto o sportinguismo do jogador.
Estávamos em 1946 quando um emissário do FC Porto contactou José Travassos, com o qual chegou a um acordo de principio. Ao tomar conhecimento da situação o Sporting escondeu o jogador em Torres Vedras, enquanto tentava o acordo com a CUF, mas uma distração quase fatal permitiu que os portistas desviassem o craque e o levassem para o norte. Enquanto aguardava o desenlace da situação Travassos respondeu aos apelos do seu coração e resolveu informar os dirigentes leoninos da sua localização, e assim poucos dias depois recebeu um telegrama que o convocava para a inspeção militar, mas que não era mais do que uma forma de o fazer regressar a Lisboa, onde em vez de ir para a tropa foi para o Sporting.
Ainda na época em que era moda o futebol de ataque Travassos atuava como interior-direito, e juntamente com Albano, António Jesus Correia, Peyroteo e Vasques formaram os famosos Cinco Violinos. Também famoso foi o golo que marcou no seu primeiro jogo contra o FC Porto, um remate de moinho que ficou imortalizado no filme O Leão da Estrela.
Fora do grande ecrã teve a mais curiosa crítica de um jornalista estrangeiro, no caso inglês, em 1951: "Portugal não figura entre os seis primeiros países da Europa do futebol, mas possui um interior-direito, Travassos, que vale quatro mil contos. Travassos, com um penteado impecável, é tão brilhante com os pés como o seu inalterável penteado de brilhantina".
Na sua estreia no Campeonato Nacional a 16 de Fevereiro de 1947 foi autor de 3 golos ajudando a golear o Benfica por 6-1, num jogo disputado no Estádio do Lumiar e que lhe valeu um relógio de ouro como prémio pela exibição.
Despediu-se do futebol a 7 de Setembro de 1958. 
Faleceu aos 75 anos no dia 12 de Fevereiro de 2002.

## Palmarés
- 8 Campeonatos Nacionais (1946/47, 1947/48, 1948/49, 1950/51, 1951/52, 1952/53, 1953/54 e 1957/58)
- 2 Taças de Portugal (1947/48 e 1953/54)
- Jogos pelo Sporting: 249 no Campeonato, 457 em total
- Golos pelo Sporting: 99 no Campeonato, 172 em total